# Beautiful Dangerous
Beautiful Dangerous – czwarty singiel brytyjskiego muzyka rockowego Slasha, wydany z debiutanckiego albumu Slash. Tekst utworu stworzyła Stacy Ferguson znana jako główna wokalistka hip-hopowego zespołu The Black Eyed Peas, pod pseudonimem Fergie, która także udziela się w piosence. Produkcją singla zajął się Eric Valentine, który produkował poprzednie single Slasha, takie jak Sahara, By the Sword i Back from Cali.
"Beautiful Dangerous” mimo iż nie został wydany oficjalnie, doszedł do 11 pozycji na liście Top Heatseekers, i do 58 na Canadian Hot 100.
27 sierpnia 2010 Slash ogłosił, że kręci wideo do piosenki. Teledysk miał swoją premierę 28 października 2010 roku, na kanale Vevo. Przedstawia on Fergie występującą jako striptizerkę w klubie, która zwodzi artystę, a w scenie finałowej zabija go.

## Pozycje
| Lista (2010)                   | Najwyższa pozycja |
| ------------------------------ | ----------------- |
| U.S. Billboard Top Heatseekers | 11                |
| Canadian Hot 100               | 58                |
| Ukrainian Airplay Chart        | 95                |